# Lista över runinskrifter i Nyköpings kommun
Lista över runinskrifter i Nyköpings kommun är en förteckning över kända runristningar inom Nyköpings kommun i Södermanland förkortat Sö och i nummerordning. Runinskrifterna sorteras efter respektive socken, uppställningsplats, typ av sten eller annat föremål och eventuellt dess namn.

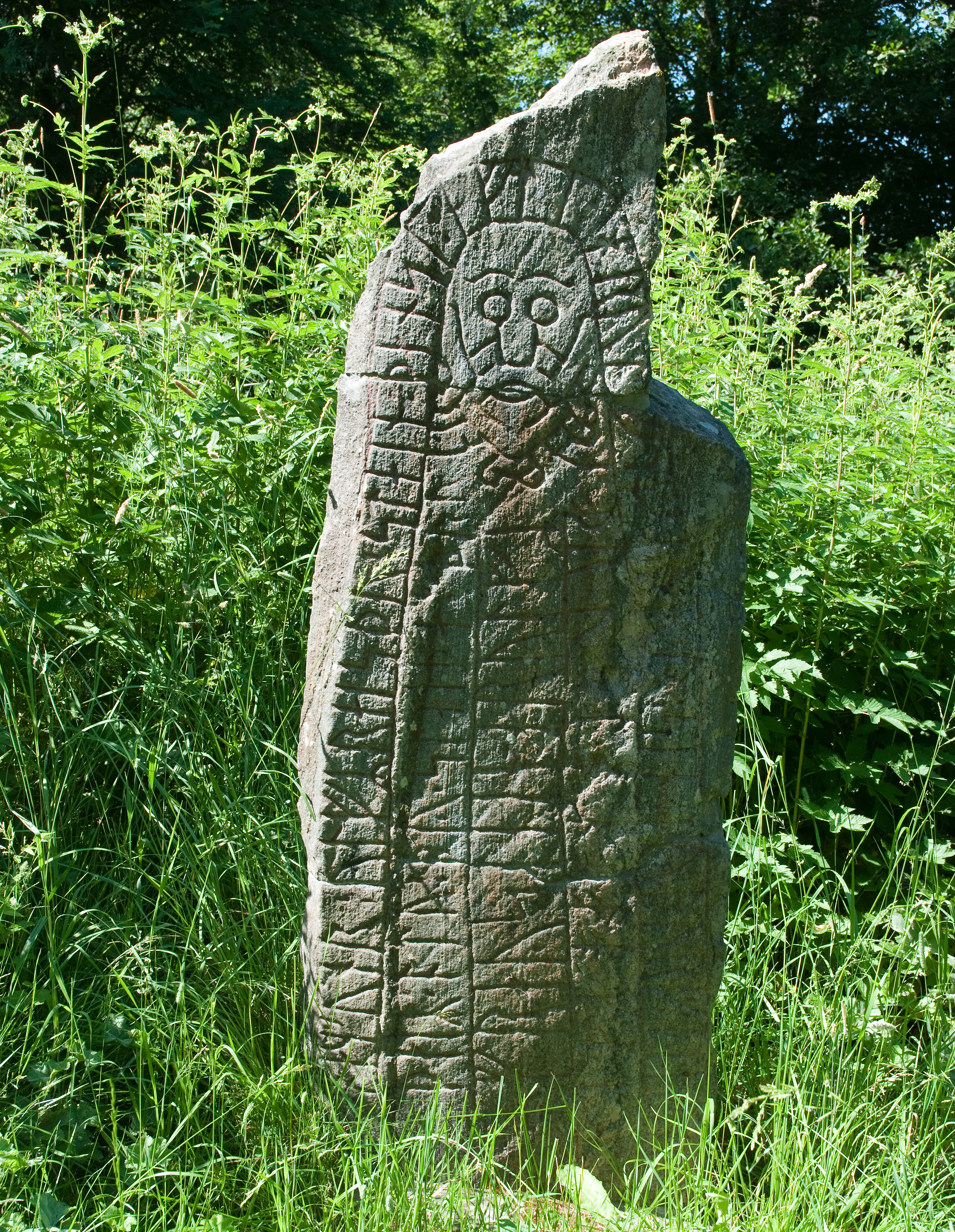
Runsten vid Släbro i Nyköping

- Sö 45, S:t Nicolai socken Oppeby, Släbro, Nyköping, runsten
- Sö 46, Nykyrka socken, Nykyrka kyrka, runsten
- Sö 47, Nykyrka socken, Mjälnäs, runsten
- Sö 48, Stigtomta socken, Stigtomta kyrka, inmurad runsten
- Sö 49, Stigtomta socken, Ene, runsten
- Sö 50, Tuna socken, runsten
- Sö 51, Helgona socken, Alla Helgona kyrka, Nyköping, runsten
- Sö 60, Husby-Oppunda socken, Husby gård, runsten
- Sö 61, Husby-Oppunda socken, Ösby, runsten
- Sö 75, Vrena socken, Vrena kyrka, inmurad runsten

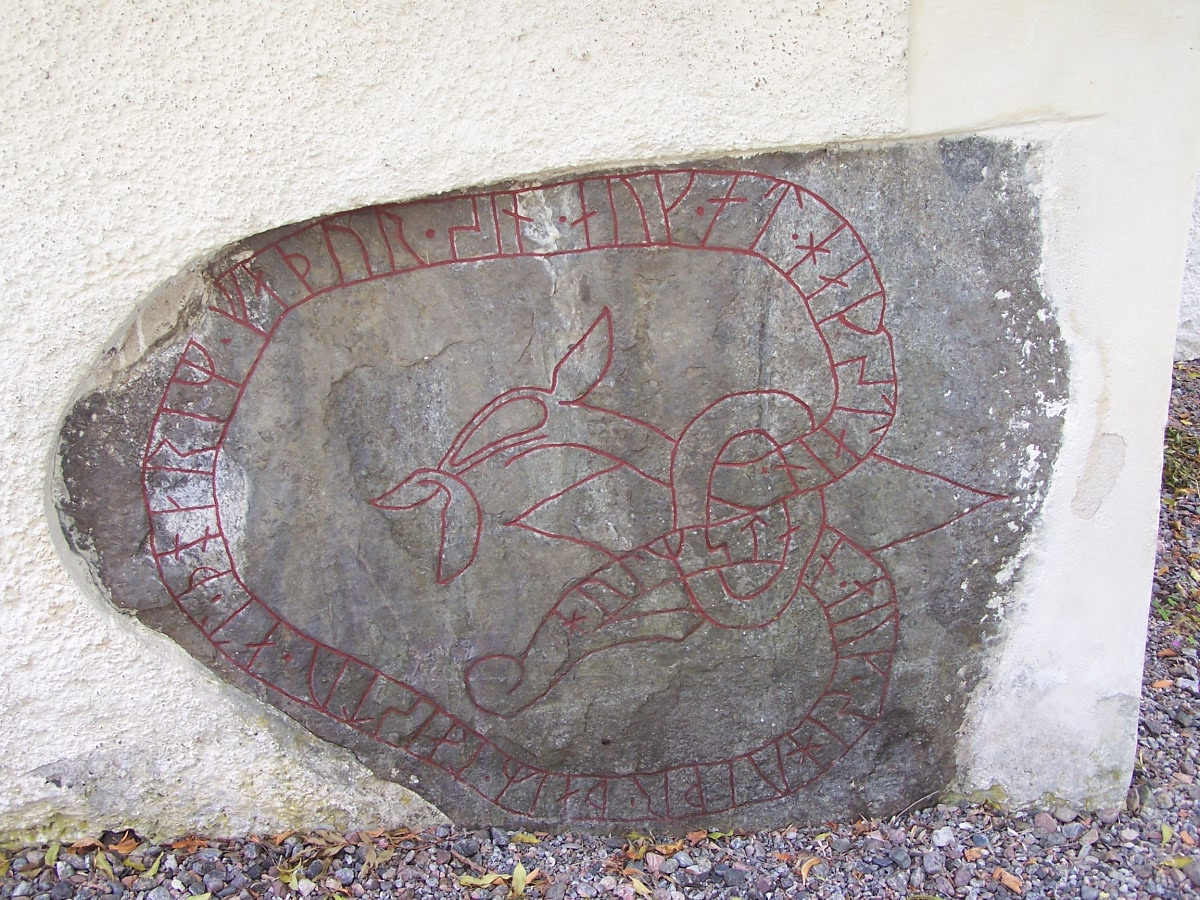
Sö 124, runsten vid Bogsta kyrka

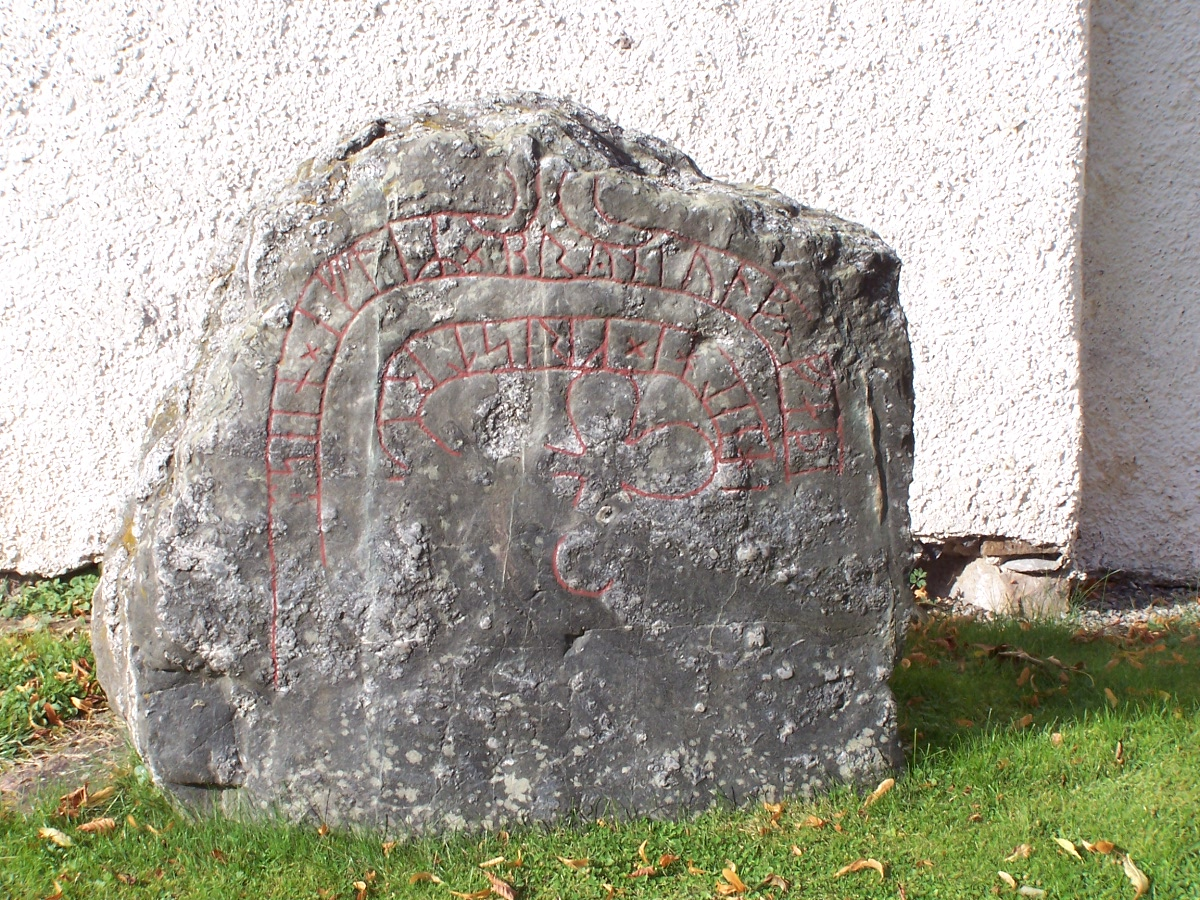
Sö 125, runsten vid Bogsta kyrka

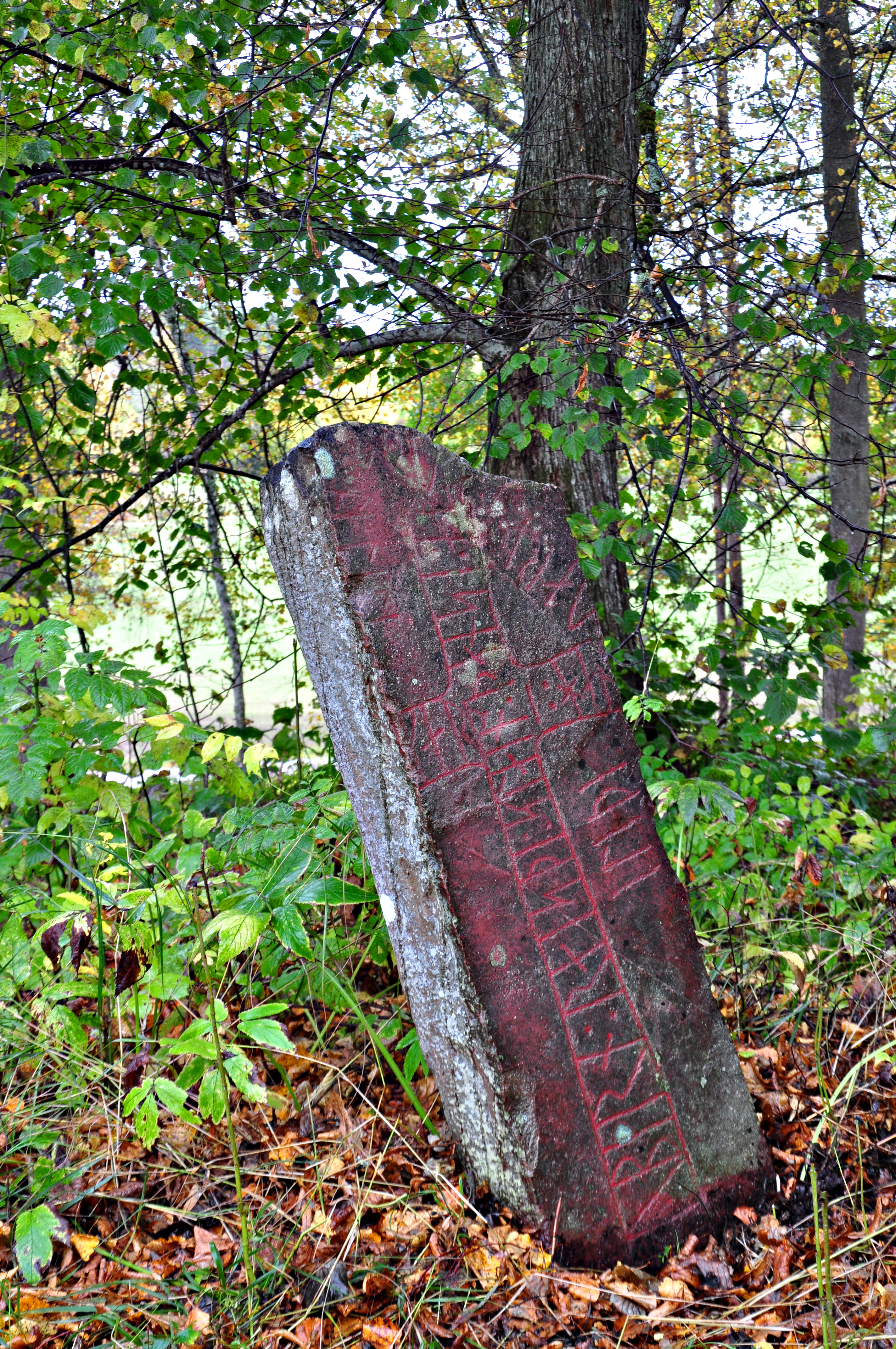
Sö 160 i Bärbo socken

- Sö 122, Helgona socken, Skresta, runsten
- Sö 123, Helgona socken, Skresta, runsten
- Sö 124, Bogsta socken, Bogsta kyrka, (bild)
- Sö 125, Bogsta socken, Bogsta kyrka, (bild)
- Sö 126, Bogsta socken, Fagerlöt, Hamraskog, runhäll
- Sö 128, Bogsta socken, Bogsta kyrka, runsten
- Sö 129, Bogsta socken, Bogsta kyrka, runsten
- Sö 137, Ludgo socken, Aspa, runsten
- Sö 138, Ludgo socken, Aspa, runsten
- Sö 139, Ludgo socken, Korpabro, runsten
- Sö 140, Ludgo socken, Korpabro, runsten
- Sö 141, Ludgo socken, Aspa, runsten
- Sö 143, Runtuna socken, Runtuna kyrka, runsten
- Sö 144, Runtuna socken, Broby, runhäll
- Sö 148, Runtuna socken, Inneberga, runsten
- Sö 149, Runtuna socken, Kungberga, nu Runtuna kyrka, runsten
- Sö 152, Runtuna socken, Membro, nu Runtuna kyrka, fragment
- Sö 154, Runtuna socken, Lindö gård, Skarpåkersstenen, runsten
- Sö 155, Runtuna socken, Sörby, runsten
- Sö 157, Runtuna socken, Ärsta, runsten, försvunnen
- Sö 158, Runtuna socken, Ärsta, runsten
- Sö 159, Runtuna socken, Ärsta, runsten
- Sö 160, Bärbo socken, Täckhammar, runsten
- Sö 161, Bärbo socken, Täckhammar, runsten
- Sö 162, Bärbo socken, Täckhammar, runsten
- Sö 163, Bärbo socken, Täckhammar, runsten
- Sö 165, Spelvik socken, Grinda, runsten
- Sö 166, Spelvik socken, Grinda, runsten
- Sö 167, Spelvik socken, Landshammar, runsten
- Sö 168, Spelvik socken, Landshammar, runstensfragment
- Sö 171, Sättersta socken, runblock
- Sö 173, Tystberga socken, nära Tystberga kyrka, runsten
- Sö 174, Tystberga socken, nära Tystberga kyrka, runsten
- Sö 367, S:t Nicolai socken, Oppeby, Släbro, Nyköping, runsten
- Sö 374, Tystberga socken, nära Tystberga kyrka, runsten

## Sö Fv
- Sö Fv1948;282, Ludgo socken
- Sö Fv1948;289, Ludgo socken, Aspa,
- Sö Fv1948;295, Lunda socken, Lunda kyrka, runsten